# Gustáv Škultéty
Gustáv Škultéty (1911 – 1994) byl slovenský fotbalista a trenér. Je pohřben v Považské Bystrici.

## Hráčská kariéra
Během druhé světové války hrál slovenskou ligu za FC Vrútky a TŠS Trnava.

## Trenérská kariéra
V československé lize trénoval Manet Považská Bystrica na podzim 1948.